# 久保田松幸
久保田 松幸（くぼた まつゆき、1950年11月1日 - ）は日本の政治家。第131代山梨県議会議長、山梨県議会議員（3期）。第113代山梨県議会副議長、第6代南アルプス市議会議長、南アルプス市議会議員（3期）、白根町議会議員を歴任した。会派はチームやまなしを経て自民党誠心会。

## 経歴
山梨県立増穂商業高等学校（現・山梨県立青洲高等学校）卒業。白根町議会議員を経て、2003年の南アルプス市発足から市議会議員となる。2004年10月28日、南アルプス市議会は自主解散した。同年11月28日の市議選に無所属で立候補し、定数28人中2位で再選を果たした。2008年11月16日の市議選では定数24人中1位で3選を果たした。2010年3月2日から2011年3月1日まで、第6代南アルプス市議会議長を務めた。同年4月10日の山梨県議会議員選挙に南アルプス市選挙区から無所属で立候補して、定数3人中2位で初当選を果たした。2015年4月12日の県議選では定数3人中3位で再選を果たした。2017年9月21日から2018年10月5日まで第113代山梨県議会副議長を務めた。2019年4月7日の県議選でも定数3人中3位で3選を果たした。2022年9月21日、第131代山梨県議会議長に選出された。